# Carla Kihlstedt
Carla Kihlstedt is een violiste, zangeres en multi-instrumentaliste (onder meer autoharp, nyckelharpa, orgel). Ze is mede-oprichter van Tin Hat Trio (tegenwoordig Tin Hat) en de artrock-band Sleepytime Gorilla Museum en heeft met veel avantgarde- en jazzmusici gespeeld. Sinds maart 2008 is ze bandlid van de groep Cosa Brava, opgericht door multi-instrumentalist en componist Fred Frith.
Kihlstedt is gevormd in de klassieke muziek: ze studeerde viool aan Peabody Conservatory of Music, San Francisco Conservatory of Music en Oberlin Conservatory of Music. Daarna was ze actief in zowel klassieke als geïmproviseerde muziek. Ze speelde met onder meer John Zorn en Red Mitchell en werkte mee aan platen van Wu Fei, Eugene Chadbourne, the Grassy Knoll en Tom Waits.
Eind jaren negentig werd ze lid van verschillende groepen: de Bay Area-band Charming Hostess en Tin Hat Trio, een 'kamer-jazzgroep'. Tin Hat maakt muziek die een 'blend' is van klassieke en geïmproviseerde muziek met elementen van folk-, jazz- en wereldmuziek. In 1999 richtte ze in Oakland met een aantal andere muzikanten Sleepytime Gorilla op, een avant-garde rockband die moeilijk te categoriseren muziek maakt met traditionele en zelfgemaakte instrumenten. Hun optredens (in vreemde kleding en make-up)gaan ook verder dan traditionele concerten, met niet-muzikale onderdelen als poppenspel. Termen die gebruikt worden om hun werk te beschrijven zijn 'performance art', artrock en heavy metal. De groep wordt wel vergeleken met Mr. Bungle, waar Kihlstedt ook mee heeft gewerkt. Kihlstedt is geïnteresseerd in de wisselwerking tussen muziek, theater en beweging. Ze werkte ook samen met de choreografen Jo Kreiter, Eleni Drogaris en Shinichi Iova-Koga, oprichter van dansgezelschap Inkboat.
Kihlstedt richtte tevens 2 Foot Yard op, een trio met Shahzad Ismaily (percussie, gitaar) en Marika Hughes (cello), dat de grenzen verkent tussen
de 'artsong' en 'popsong'. In 2003 sloot ze zich aan bij de experimentele artrock-groep the Book of Knots, waar onder meer Tony Maimone van Pere Ubu speelt.
In maart 2008 richtte gitarist en componist Fred Frith in Oakland de improvisatie- en rockgroep Cosa Brava op, waarvan Kihlstedt lid is. De groep toerde april dat jaar uitgebreid door Europa.

## Discografie
Charming Hostess
- Eat, Vaccination, 1999
- Sarajevo Blues, Tzadik, 2004
- Punch, ReR, 2005

Tin Hat
- Memory is an Elephant, Angel, 1999
- Helium, Angel, 2000
- The Rodeo Eroded, Ropeadope, 2002
- Book of Silk, Ropeadope, 2004
- The Sad Machinery of Spring, Hannibal/Rykodisc, 2007

Sleeptime Gorilla Museum
- Grand Opening and Closing, Seeland, 2001
- Live, Sick room, 2003
- Of Natural History, Web of Mimicry, 2004
- The Face, dvd, 2005
- In Glorious Times, The End, 2007

2 Foot Yard
- 2 Foot Yard, 2003
- Borrowed Arms, 2008

The Book of Knots
- The Book of Knots, Arclight, 2004
- Traineater, Anti/Epitaph, 2007

Carla Kihlstedt & Satoko Fujji
- Minamo, 2007